# ديانا الجيرودي
ديانا الجيرودي وُلِدَت في 15 كانون الثاني/يناير 1977  سينمائية سورية مقيمة في برلين تعمل كمخرجة ومنتجة ومولفة، بالاضافة إلى عملها في تأسيس وإدارة المؤسسات المختصة بالسينما التسجيلية، مثل مؤسسة DOX BOX اللاربحية في برلين. هي مؤسسة مهرجان أيام الواقع في سوريا (٢٠٠٨-٢٠١١) و"يوم عالمي لسوريا" (٢٠١٢-٢٠١٣). حازت ديانا الجيرودي على العديد من الجوائز الدولية المرموقة، عن مجمل مساهماتها كما عن عملها كمخرجة أفلام تسجيلية. عرضت أفلامها كمخرجة في مهرجانات مرموقة منها مهرجان البندقية وايدفا ونيون وكوبنهاغن، وفي متاحف ومعارض فنية عديدة. أما أفلامها كمنتجة فحازت العديد من الجوائز الدولية وعرضت في كان، فينيسا، صندانس، روتردام، ايدفا، لايبزغ، وسواها من المهرجانات. كانت - مع شريكها عروة النيربية - أول سورية تدعى كعضو في أكاديمية فنون وعلوم السينما (الأوسكار) وهي كذلك عضو في اكاديمية السينما الألمانية، وأكاديمية فنون الشاشة لأسيا والمحيط الهادي. كانت عضوة في أول لجنة تحكيم للأفلام الوثائقية في مهرجان كان (٢٠١٥) وهي مدربة تشتغل مع السينمائيين حول العالم على مشاريعهم في العديد من الجامعات والورشات المختصة.

## الدراسة
درست ديانا الجيرودي الأدب الانكليزي في جامعة دمشق، سوريا. من عام ١٩٩٨ إلى ٢٠٠٢، عَملت في مجال التسويق والإعلان، لِبَعض الوِكالات الدَّولية المعروفة، قَبل تأسيسها شركة برواكشن فيلم في دمشق، مع شَريكها عروة النيربية. تَلَقَّت دَيانا تَدريباً مهنياً في إنتاج الأفلام وتَوزيعِها من الجامعة الفرنسية/السوربون في فرنسا.

## الحياة المهنية
بَعدَ أن بَدَأت مِهنَة واعِدة في مَجال التَّسويق في عام ٢٠٠٢، أَطلَقَت دَيانا شَركة إنتاج الأفلام مَع شَريكِها عروة النيربية، وكانَ الفيلم الأول لَها كَمُخرجة سينَمائِيَة «القارورة» عام (٢٠٠٥)، وَهُوَ فيلم وَثائِقي تَجريبي قَصير عُرِضَ لأول مَرة في مَهرجَان ياماغاتا السينَمائي الدَّولي في اليابان وبعد ذلك، تَمَّ عَرضُه في أكثَر مِن ٦٠ بَلَداً، وَحَظِيَ بِتَقدير كَبير مِن النُّقاد.
كانَ فيلمها الثاني بعنوان الدمى، امرأة مِن دِمشق (٢٠٠٧)، عُرِضَ لأول مَرة في الرَّابِطة وفي مهرجان رؤى الواقع في مدينة نيون بسويسرا، ومَهرَجان مونبيلييه المتوسطي،  ومَهرَجان كوبنهاغن لِلأفلام الوَثائِقية وغيرها في أكثر من 40 بَلداً في جميع أنحاء العالم. وكَتَبَت جَريدَة كونتيربونش: «في أحيان نادرة ينجح فيلم في أن يكثف كل التوترات والتَّناقُضات في حياة شعب ودولة، وهذا ما فعله فيلم دَيانا الجَيرودي ».
في عام ٢٠١٧، تَمَّ كشف أنَّها كانت قد أخرجت فيلماً وَثائقياً ثالِثاً، في إخراج مشترك مع السينمائية السورية والناشِطَة غيفارا نمر، في عام ٢٠١٢. كان الفيلم القَصير المُعَنوَن "صباحاً أخاف، مساءً أغني" قد أطلق باستخدام أسماء مستعارة ودار المهرجانات وعرض على شاشات التلفزة في العديد من الدول بدون حضور أو تسمية مخرجتيه. كان سبب ذلك هو حماية المغنية التي يدور الفيلم عنها من أي ملاحقة من قبل النظام السوري.
في عام ٢٠٢١ عرض فيلمها الوثائقي الطويل ”جمهورية الصمت“ ضمن المختارات الرسمية لمهرجان ا لبندقية السينمائي ومن ثم في المسابقة الدولية لمهرجان دوك لايبزيغ ٢٠٢١ حيث حصل على تنويه الشرف من لجنة التحكيم وعلى جائزة معهد جوته لأفضل فيلم ألماني. عن "جمهوية الصمت" كتب الناقد السينمائي جيمس موترام ”هناك أفلام شخصية ثم هناك جمهورية الصمت“، بينما كتب نيك كانينغهام "تجد حرفية كبار السينمائيين في فيلم جمهورية الصمت لديانا الجيرودي - سواء اعتبرناه أنشودة حب ووحدة، أو تأريخًا للصراع السوري من الداخل ومن الخارج - كمنفية تعيش في أوروبا. إنه فيلم يسجل مرور الوقت بين الأصدقاء والعائلة (وضمن شراكة مهنية وشخصية)، حيث تكشف الكاميرا وتراقب وتسجل وتتطفل بنفس القدر، وفي كل مرة تغمر الحواس بجدية نابعة من وضوح الهدف، مع قدر مصاحب من الكآبة. هو أوديسة من جهة، وتيار وعي سينمائي من جهة أخرى، لكنه بكل حال يحمل قدراً كبيراً من التحكم السينمائي ومن وفرة من الحنان.” وفي سويسرا كتب مدير المهرجانات والناقد السينمائي جان بيريه، عن فيلم “جمهورية الصمت” للجيرودي أنه فيلم "يفتح مساراً نادراً في الفن السينمائي المعاصر" واعتبر الفيلم "أنشودة مقاومة سياسية وشعرية بألحان متنافرة، أنشودة للأمل من خلال صور مفككة وموحدة معاً، في لفتة سينمائية فاتنة". بينما كتبت الناقدة السينمائية سيلفيا هالنسليبن في مجلة epd Film الألمانية أن “فن المخرجة العظيم يكمن في الدمج السينمائي لعناصر متنوعة مع بعضها البعض دون أن تسلب منها العناد، تاركةً النتيجة مفتوحة في اتجاهات عديدة" مانحةً الفيلم تقييم 5 نجوم. أما في إيطاليا، فقد كتب الناقد إيمانويل دي نيكولا أن هذا الفيلم ”يستحق حياةً كاملة، أو بالأحرى عدة حيوات“، وأضاف "في جمهورية الصمت، هُزم النظام بالفعل، هزمته عين لا تزال تدور."
بالإضافة إلى التوزيع للصالات السينمائية والبث التلفزيوني، غالبًا ما عُرضت أفلام الجيرودي في متاحف للفن المعاصر ومعارض فنية، بما في ذلك كونستهالة فيينا، ومتحف بيرغامون ببرلين، ومعهد فالنسيا للفن المعاصر وبينالي الفن الآسيوي في تايوان وغيرها.
كما تعمل الجيرودي كمدربة ومرشدة لصانعي أفلام آخرين، لا سيما كمرشدة رئيسية لورش عمل مثل ExOriente وThe Circle Doc Accelator لصانعي الأفلام من النساء و Berlinale Talents وDocs by the Sea في إندونيسيا، وكأستاذة زائرة في Escuela Internacional de Cine y Televisión الشهيرة في كوبا.
كَمُنتِجَة للفيلم الوثائقي، عَمِلَت دَيانا على أفلام ناجِحَة عديدة، بِما في ذلك «ماء الفضة» الذي عرض في مهرجان كان السينمائي 2014، ونال جائزة غريرسون المرموقة، كما كانت دَيانا أيضاً واحِدَة مِن مُنتجي فيلم «العودة إلى حمص» الحائز على جائزة لجنة التحكيم الوثائقية في مَهرجان صِندانس ٢٠١٤ . في العام ٢٠٢٣ عادت ديانا إلى صندانس مجدداً كمنتجة لفيلم "ثورة في خمسة فصول" للمخرجة لينا، في تعاون مع المخرجة الأمريكية الشهيرة لورا بويتراس كمنتجة تنفيذية، ومثلت الفيلم في أمريكا شركة "أنونيموس كونتينت" وهي إحدى كبريات شركات الانتاج والتوزيع الأمريكية المستقلة.
بصفتها مُدَرِّبة في صناعة الأفلام الوثائقية ، تَرأسَت الجيرودي جانِب الأنشطة المِهَنِيّة في أيام سينما الواقع، والتي تَمَكَّنَت مِن خِلالِه مِن جَعل المَهرَجان التسجيلي الأبرز في المنطقة العربية مع شريكتها عروة النيربية، بَدَأت أيام سينما الواقع في وقت مبكر عام ٢٠٠٨. وقد نما المَهرَجان الدَّولي لِلأفلام الوَثائِقية بسرعة ليصبح أهَم تَجَمُّع للأفلام الوثائقية في العالم العربي. بَدَأ المَهرَجان بِعُروض في دور السينما في دمشق، ولكن في عام ٢٠٠٩ تم تَوسيعُها لِتَشمل مُدناً سورية أخرى بما فيها حمص وطرطوس ثم حلب. بالإضافة إلى المَهرَجان قُدِّمَت ورشات عمل وأنشطة عديدة لصانعي الأفلام السوريين الشباب.
الطَّبعَة الخامِسَة مِن المَهرَجان، مِنَ المُقَرّر أن تَتِم في آذار/مارس ٢٠١٢ أُلغِيَت احتجاجاً عَلى الحَملة التي شَنَّها النظام السوري على المتظاهرين السلميين، وبَدَلاً مِن تنظيم الدورة، دَعَت الجيرودي إلى عَرض الأفلام الوثائقية السورية في المَهرَجانات حَول العالَم في ما سُمِّيَ "يوم العالمي لسوريا". وقالَت أنَّ الهَدَف، وِفقاً لِمَوقع أيام سينما الواقع، هُوَ إظهار"أنَّ الفَقر والقَهر والعُزلة لا تَمنَع البَشر مِن أن يَكونوا شُجعان وعَنيدين وكرماء". " حَصَلَت عَلى العَديد مِن الجَوائِز بِما في ذلك جائزة كاترين كارتلدج وجائزة الشبكة الوثائقية الأوروبية في عام٢٠١٢.
في عام ٢٠١٤، بَعدَ الانتقال إلى برلين، أعلَنَت دَيانا إنشاء «جمعية دوكس بوكس»، التي تَهدِف إلى دَعم وتَعزيز وتَعليم جيل جَديد مِن صناع الوثائق في العالم العربي، بالإضافة إلى كَونِها مُؤسسة مُشارِكة، اشتغلت ديانا كمُديرة عامة للجمعية لعدة سنوات.
في عام ٢٠١٥، كانَت دَيانا واحِدة مِن أعضاء لجنة التحكيم لأول جائِزَة وَثائقية في مهرجان كان السينمائي 2015، التي سميت «العين الذهبية»، كما شاركت في لجان تحكيم العديد من المَهرجانات وصناديق الدعم، بِما في ذلك مهرجان أمستردام «ايدفا»، ومهرجان «عالم واحد» السينمائي العالمي في براغ. هي عُضو في أكاديمية السينما الأمريكية، وأكاديمية السينما الآسيوية، وأكاديمية السينما الألمانية.

## وصلات خارجية
- ديانا الجيرودي على موقع IMDb (الإنجليزية)
- ديانا الجيرودي على موقع قاعدة بيانات الفيلم (الإنجليزية)
- DOX BOX
- Proaction Film
- 24-Deutschen Filmakademie's knowledge portal